# Alviano
Alviano é uma comuna italiana da região da Umbria, província de Terni, com cerca de 1.508 habitantes. Estende-se por uma área de 23 km², tendo uma densidade populacional de 66 hab/km². Faz fronteira com Amelia, Civitella d'Agliano (VT), Graffignano (VT), Guardea, Lugnano in Teverina.

## Demografia
| Variação demográfica do município entre 1861 e 2011                               |
|                                                                                   |
| Fonte: Istituto Nazionale di Statistica (ISTAT) - Elaboração gráfica da Wikipedia |